# Kraka

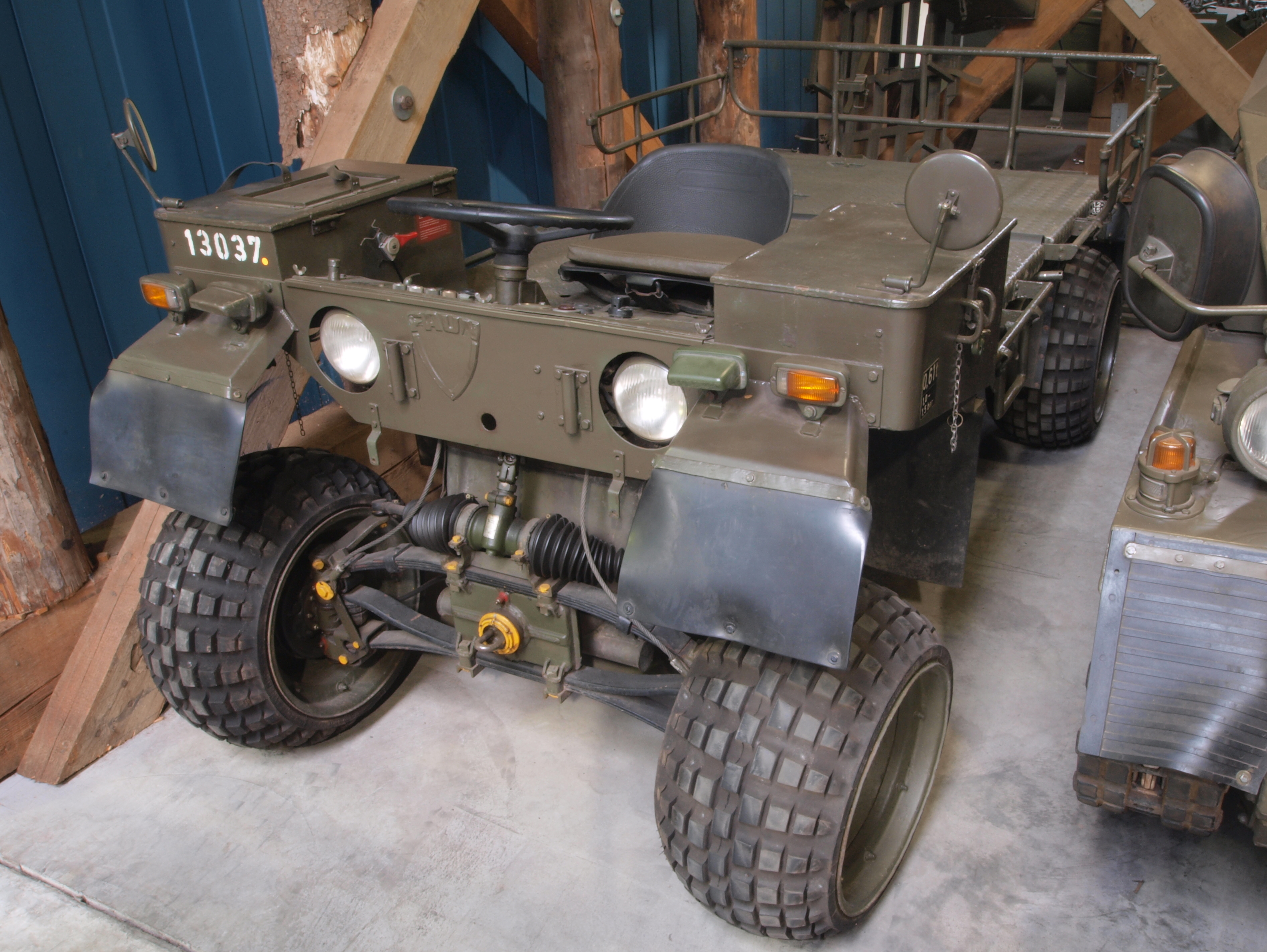
FAUN Kraka in der Wehrtechnischen Studiensammlung Koblenz

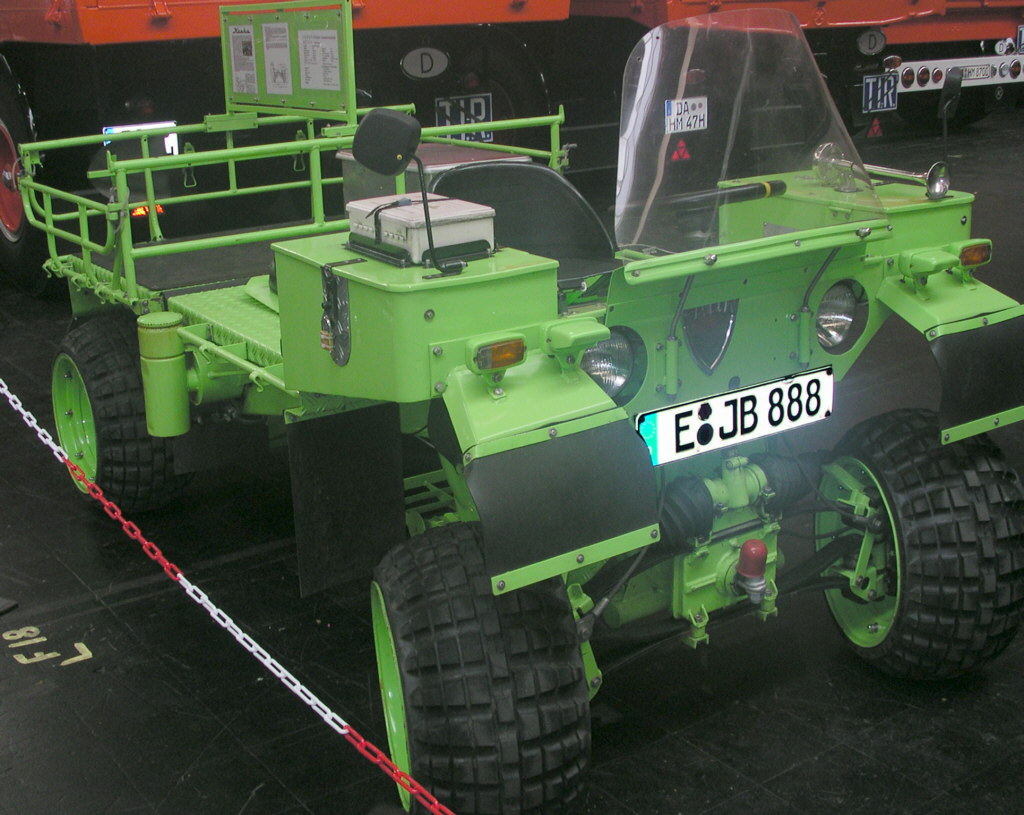
FAUN Kraka

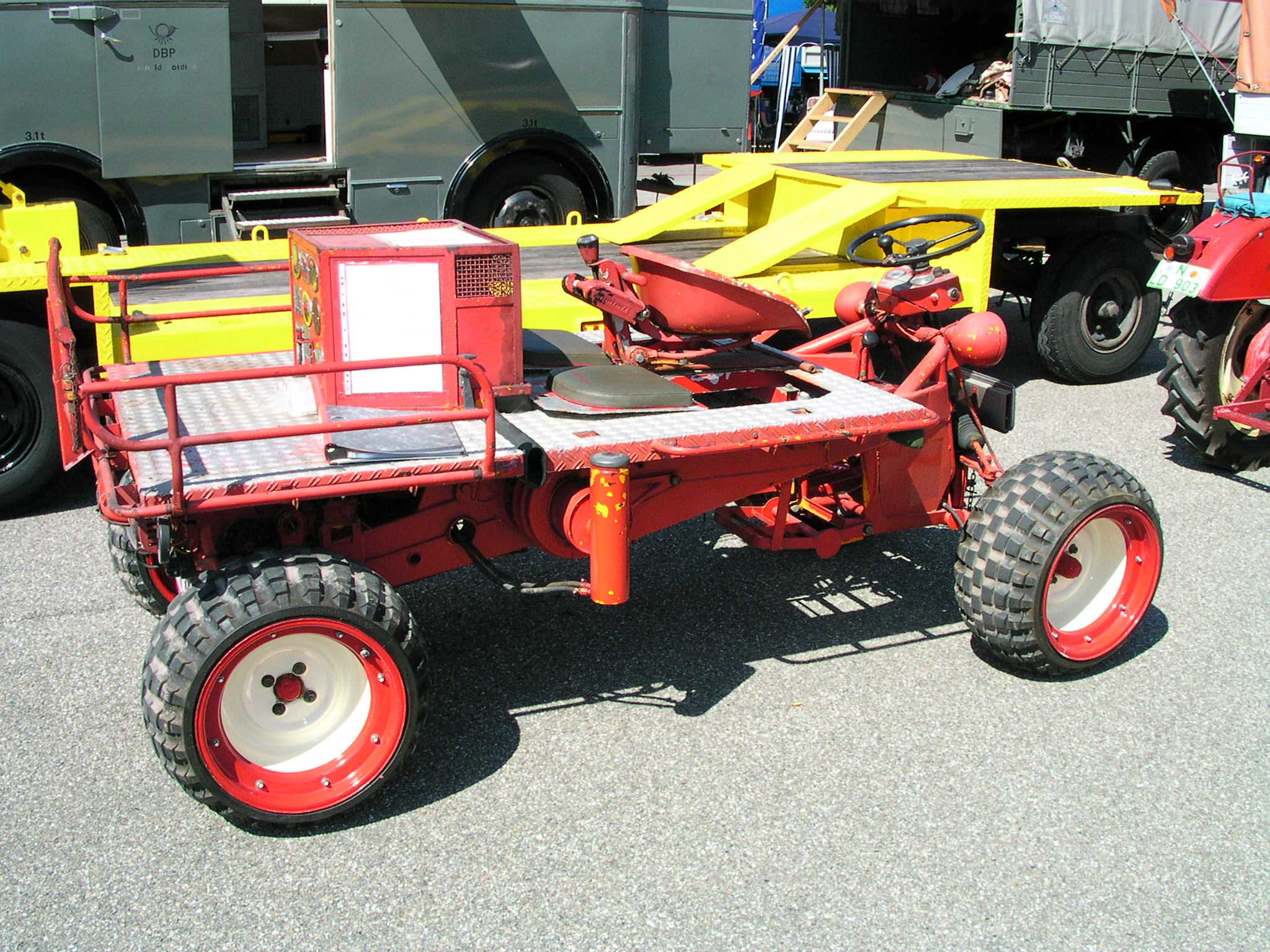
FAUN Kraka

Der Kraka (Kraftkarren) war ein von der Zweirad Union entwickelter Quad. Das Fahrzeug war zunächst für den land- und forstwirtschaftlichen Einsatz sowie für Katastrophenschutz- und Hilfsdienste gedacht, wurde dann aber auf Grund der guten Luftverlastbarkeit und auch Fallschirmabwurffähigkeit in einer weiterentwickelten Version als militärisches Transportmittel bei der Bundeswehr bis in die 1990er Jahre eingesetzt. Die Fertigung erfolgte in der Fahrzeugfabrik Ansbach und Nürnberg GmbH. Die Zweirad Union war seinerzeit eine Tochtergesellschaft der Faun.

## Geschichte
1962 entwickelte die Zweirad Union ein auf hohe Mobilität und Geländegängigkeit ausgelegtes Fahrzeug. Der eigentliche Zielabsatzmarkt aus dem land- und forstwirtschaftlichen Bereich sowie dem Katastrophenschutz zeigte an dem Gefährt wenig Interesse. Da die Bundeswehr, auch aufgrund der Erfahrungen des Zweiten Weltkrieges, auf der Suche nach einem geländegängigen, luftverladbaren Waffenträger für die Luftlandeeinheiten war, versuchte der Hersteller verstärkt die Bundeswehr als Abnehmer zu gewinnen.
Im Jahr 1965 beschaffte das Bundesamt für Wehrtechnik und Beschaffung 50 Fahrzeuge zu Erprobungszwecken. Die Fahrzeuge wurden sowohl bei der Erprobungsstelle 41 als auch bei der Luftlandedivision eingehend geprüft. Ab 1971 wurden, nach Umbau des Motors und des Fahrwerks, als LKW 0,75 t gl Kraka Typ 640 bekannte Quads an die Bundeswehr geliefert. Nach einigen weiteren Änderungen wurden in den Jahren 1974/75 insgesamt 862 Stück des Quad der Bundeswehr zugeführt.
Der Kraka wurde bei der Bundeswehr mit der Einführung des Trägerfahrzeugs Mercedes-Benz Wolf und des Waffenträgerfahrzeugs Wiesel 1 in den 1990er Jahren ausgemustert.

## Einsatz und Technik
Der Kraka war das typische Fahrzeug der 4./ und 5./ schweren Fallschirmjägerkompanien und der Luftlandepanzerabwehrkompanie, Luftlandemörserkompanie und Luftlandepionierkompanie jeder Luftlandebrigade. Diese dienten sowohl als Transportfahrzeug für die schweren Waffen und als Trägerfahrzeug wie bei der Feldkanone und der TOW sowie auch als Munitionsfahrzeug für weitere Gefechtsmunition. Die schweren Jägerkompanien der Gebirgsjäger- und der Jägerbataillone waren hingegen mit M113 beweglich gemacht und/oder verfügten über Panzerjäger (Kanone) oder (Rakete).
Die ersten Prototypen waren mit einem Zweitaktmotor aus dem Goggomobil ausgerüstet. Dieser Parallel-Twin der Firma Glas erreichte mit einem Hubraum von 400 cm³ etwa 12 kW (16 PS). Diese ersten Fahrzeuge hatten die Typenbezeichnung 540. Als Bereifung waren Lypsoid 22x12 vorgesehen. Beim späteren Faun Kraka Typ 640 lautete die Reifenbezeichnung Lypsoid 22x12 Typ3. Nur bei einem frühen Versuchsträger kamen die Felgen mit Bereifung in der Größe 6.00-16, baugleich mit den Rädern des DKW Munga der Auto Union, zum Einsatz. Insgesamt wurden ca. 100 Faun Kraka Typ 540 mit Glas Motor gebaut. Die prinzipielle Grundkonstruktion des Kraka stammte von dem ungarischen Konstrukteur Nicolas Straussler. Einige wenige von diesem dreirädrigen Kraka wurden in Belgien gebaut. Die Idee zu den besonderen Niederquerschnittsreifen, die nur mit 0,8 bis 1,4 bar gefahren wurden stammte ebenfalls von Straussler.
Das leichte und mit wenigen Handgriffen zur Luftverlastung in der Mitte zusammenklappbare Fahrzeug hob die Beweglichkeit der Infanterie maßgeblich. Die erste Bundeswehrausführung des Quads verfügte über vier speziell entwickelte Niederdruckreifen der Größe 22×12 Lypsoid (Kugelform), war aber ansonsten zunächst unverändert. Bei der Erprobung stellte sich heraus, dass das Fahrgestell für die vorgesehene Nutzlast von 750 kg zu schwach dimensioniert war. Außerdem erwies sich der eingebaute Zweitaktmotor als nicht kräftig genug. Somit wurde das Fahrzeug mit einem auf 26 PS gedrosselten Typ 427 Boxermotor aus dem BMW 700 ausgerüstet und konnte nach Verstärkung des Rahmens und der Blattfedern bei einem Eigengewicht von 735 kg rund 750 Kilogramm Last transportieren. Ein Nachteil waren die anfälligen der Kraftübertragung dienenden langen Antriebsketten an jeder Seite des Kleinfahrzeuges.
Das Fahrzeug hatte eine Höhe von 1,19 m und war ausgerüstet mit einer Ladefläche von 1,4 × 1,4 m etwa 1,51 m breit. Die Länge betrug 2,78 m; zusammengefaltet 1,85 m. Die nominelle Höchstgeschwindigkeit lag bei 60 km/h, obwohl bis 80 km/h möglich waren.
Das Fahrgestell konnte verschiedene Rüstsätze transportieren, unter anderem
- zur Panzerabwehr die Panzerabwehrlenkraketensysteme PARS TOW mit sechs Panzerabwehr-Lenkflugkörpern,
- als Mehrzweckwaffe die Maschinenkanone MK 20 Rh 202 von Rheinmetall,
- 120-mm-Mörser und als
- Kranken- und Munitionstransport.

Die Panzerabwehrlenkrakete MILAN, mit der die IV. Züge der Infanteriekompanien ausgestattet waren, waren mit Geländewagen beweglich wie dem VW Iltis, später mit dem Mercedes-Benz G Wolf, und wurden abgesetzt aus Feldstellungen eingesetzt.

## Technische Daten

### Motor
- BMW 427
- Zylinderzahl: 2 (Boxer)
- Bohrung × Hub: 78 × 73 mm
- Hubraum: 697 cm³
- Leistung: 19 kW bei 5000/min
- Drehmoment: 50 Nm bei 3000/min
- Verdichtung: 1:7,5
- Vergaser: 1 Bing-Gleichdruckvergaser 64/32/16
- Ventile: V-förmig hängend. Stoßstangen und Kipphebel, Zentrale Nockenwelle
- Kurbelwellenlager: 3
- Kühlung: Gebläse-Luft
- Schmierung Druckumlauf, 2 Liter Öl, mit Ölkühler
- Batterie: 12 V 45 Ah
- Lichtmaschine: 12 V 130 W

### Kraftübertragung
- Kupplung: Hecktriebblock, Kettenantrieb
- Schaltung: Einscheibentrockenkupplung
- Getriebe: 4 Gang
- Synchronisierung: I-IV

### Allgemeine Daten
- Radstand: 2058 mm
- Spur vorne/hinten: 1138/1130 mm
- Gesamtmaße: 2780 × 1510 × 1190 mm (Höhe über Lenkrad)

Gesamtlänge des zusammengeklappten Fahrzeugs: 1850 mm
- Bodenfreiheit: 280 mm
- Reifen: Lypsoid 22×12 Typ L3
- Wattiefe: 500 mm
- Wendekreis-ø: 8,5 m
- Wagengewicht: 735 kg (mit Flüssigkeiten)
- Zulässiges Gesamtgewicht: 1610 kg
- Sitze: 3
- Höchstgeschwindigkeit: 1. Gang 12 km/h, 2. 23 km/h, 3. 35 km/h, 4. 55 km/h
- Mindestgeschwindigkeit: 3 km/h
- Verbrauch: ca. 12 Liter auf 100 km
- Tankinhalt: 24,5 Liter
- Fahrbereich: ca. 200 km

Quelle:

## Internationaler Vergleich
Der Kraka auf deutscher Seite war eine Lösung für die Probleme von Luftlandetruppen, welche bereits während des Zweiten Weltkriegs erkannt wurden. Erste reale und vermeintliche Lösungen für luftverladbare Leichttransportmittel entstanden noch während des Krieges, andere später:
- Klappräder unter anderem das „Folding Military Bicycle“ von BSA für britische Fallschirmjäger.
- ein englischer Kleinstmotorroller, flache Bauart, Lenker und Sattelstütze jeweils in normaler Höhe und klappbar (Welbike).
- Bernardet, ein eher grober Motorroller mit 250-cm³-Motor.
- Cushman Airborne-Scooter, ein grober, stabiler Roller für den Fallschirmabwurf.
- Valmobile, ein Kleinstmofa, zu einem Koffer zusammenklappbar.
- militärische Vesparoller, mit Gepäckträger, Sturzrahmen und durchbohrten Windschutzschild zum Transport von Munition und einem Leichtgeschützrohr. Die Roller wurden in der französischen Armee verwendet.
- ein militärisches Dreirad aus Italien, eventuell von Piaggio, zwei Sitze Seite an Seite, mit zusätzlichen einachsigem Anhänger. Zusammen mit dem Kraka in Deutschland getestet.
- von der Bauart ähnlich ist das belgische Fabrique Nationale AS 24, ein Kugelreifentrike mit Sitzbank für vier Soldaten und Anhänger. Das luftverlastbare kompakt demontierbare Gefährt wurde vom Belgischen Heer 1962 während der Operation Dragon Rouge im Kongo eingesetzt.
- M274 Mechanical Mule US-Armee, die Verwendung erfolgte vor allem während des Vietnamkrieges.